# Robert B. Laughlin
Robert Betts Laughlin sinh ngày 1.11.1950 là nhà vật lý người Mỹ đã đoạt Giải Nobel Vật lý năm 1998 (chung với Horst L. Störmer ở Đại học Columbia và Thôi Kì ở Đại học Princeton) cho việc giải thích Hiệu ứng Hall lượng tử phân số của họ.

## Cuộc đời và Sự nghiệp
Laughlin sinh tại Visalia, California. Ông đậu bằng cử nhân toán học ở Đại học California tại Berkeley năm 1972. Sau khi tốt nghiệp, ông vào phục vụ trong Quân đội Hoa Kỳ từ năm 1972 tới 1974. Khi được giải ngũ, ông tiếp tục học ở Học viện Công nghệ Massachusetts và đậu bằng tiến sĩ vật lý năm 1979.
Ông làm nghiên cứu sinh sau tiến sĩ ở Bell Labs từ năm 1979 tới 1981, rồi chuyển sang nghiên cứu ở Phòng thí nghiệm quốc gia Lawrence Livermore từ năm 1982 tới 1984. Từ năm 1985 ông làm phó giáo sư ở Đại học Stanford; năm 1989 ông được thăng chức giáo sư Vật lý học và Vật lý ứng dụng.
Từ năm 2004 tới 2006 ông làm chủ tịch Viện khoa học và công nghệ tiên tiến Hàn Quốc ở Daejeon, Hàn Quốc. Hiện nay ông vẫn làm giáo sư ở Đại học Stanford.
Laughlin có chung quan điểm với George Chapline, nghi ngờ sự tồn tại của Lỗ đen.

## Quan điểm về biến đổi khí hậu
Laughlin cho rằng việc biến đổi khí hậu là điều quan trọng, nhưng tương lai không thể thay đổi. Ông viết: "Ghi chép địa chất cho thấy rằng khí hậu không nên khiến chúng ta quan tâm quá nhiều khi chúng ta đang nhìn vào năng lượng tương lai, không phải vì nó không quan trọng, nhưng bởi vì nó vượt quá khả năng kiểm soát của chúng ta".

## Giải thưởng và Vinh dự
- 1984: Giải E. O. Lawrence của Bộ Năng lượng Hoa Kỳ
- 1986: Giải Oliver E. Buckley của Hội Vật lý Hoa Kỳ
- 1990: Viện sĩ Viên hàn lâm Khoa học và Nghệ thuật Hoa Kỳ
- 1994: Viên sĩ Viên hàn lâm Khoa học quốc gia Hoa Kỳ
- 1998: Giải Nobel Vật lý
- 1998: Huy chương Franklin

## Xuất bản phẩm
- Laughlin, Robert B. (2005). A Different Universe: Reinventing Physics from the Bottom Down. Basic Books. ISBN 978-0-465-03828-2. (Trad. esp.: Un universo diferente. La reinvención de la física en la Edad de la Emergencia, Buenos Aires/Madrid, Katz editores, 2007, ISBN 9788493543297).
- Laughlin, Robert B. (2008). The Crime of Reason: And the Closing of the Scientific Mind. Basic Books. ISBN 978-0465005079. (Trad. esp.: Crímenes de la razón. El fin de la mentalidad científica, Buenos Aires/Madrid, Katz editores, 2010, ISBN 9788496859685).
- Mente y materia. ¿Qué es la vida? Sobre la vigencia de Erwin Schrödinger (with Michael R. Hendrickson; Robert Pogue Harrison and Hans Ulrich Gumbrecht), Buenos Aires/Madrid, Katz editores, 2010, ISBN 9788492946129.